# Рунк (Харгіта)
Рунк (рум. Runc) — село у повіті Харгіта в Румунії. Входить до складу комуни Сермаш.
Село розташоване на відстані 279 км на північ від Бухареста, 67 км на північний захід від М'єркуря-Чука, 139 км на схід від Клуж-Напоки, 140 км на північ від Брашова.

## Населення
За даними перепису населення 2002 року у селі проживали 668 осіб.
Національний склад населення села:
| Національність | Кількість осіб | Відсоток |
| -------------- | -------------- | -------- |
| румуни         | 504            | 75,4%    |
| угорці         | 161            | 24,1%    |

Рідною мовою назвали:
| Мова      | Кількість осіб | Відсоток |
| --------- | -------------- | -------- |
| румунська | 510            | 76,3%    |
| угорська  | 158            | 23,7%    |